# أوستين بي. وليامز
أوستين بي. وليامز (بالإنجليزية: Austin B. Williams)‏ هو عالم قشريات ‏ أمريكي، ولد في 17 أكتوبر 1919، وتوفي في 27 أكتوبر 1999 بسبب سرطان.